# 5 000 meter för damer i friidrott vid olympiska sommarspelen 2020
Damernas 5 000 meter vid olympiska sommarspelen 2020 avgjordes mellan den 30 juli och 2 augusti 2021 på Tokyos Olympiastadion i Japan. 38 deltagare från 21 nationer deltog i tävlingen. Det var 7:e gången grenen fanns med i ett OS och den har funnits med i varje OS sedan 1996.
Sifan Hassan från Nederländerna tog guld efter ett lopp på tiden 14.36,79. Silvermedaljen togs av kenyanska Hellen Obiri på tiden 14.38,36 och bronsmedaljen gick till Gudaf Tsegay från Etiopien som sprang i mål på 14.38,87.

## Rekord
Innan tävlingens start fanns följande rekord:
| Världsrekord     | Letesenbet Gidey (ETH) | 14.06,62 | Valencia, Spanien         | 7 oktober 2020  |
| Olympiskt rekord | Vivian Cheruiyot (KEN) | 14.26,17 | Rio de Janeiro, Brasilien | 19 augusti 2016 |

| Område                                   | Tid           | Idrottare             | Nation        |
| ---------------------------------------- | ------------- | --------------------- | ------------- |
| Afrika                                   | 14.06,62 0VR0 | Letesenbet Gidey      | Etiopien      |
| Asien                                    | 14.28,09      | Jiang Bo              | Kina          |
| Europa                                   | 14.22,12      | Sifan Hassan          | Nederländerna |
| Nordamerika, Centralamerika och Karibien | 14.23,92      | Shelby Houlihan       | USA           |
| Oceanien                                 | 14.39,89      | Kimberley Smith       | Nya Zeeland   |
| Sydamerika                               | 15.18,85      | Simone Alves da Silva | Brasilien     |

Följande nationsrekord slogs under tävlingen:
| Land   | Idrottare        | Omgång      | Tid      | Noteringar |
| ------ | ---------------- | ----------- | -------- | ---------- |
| Israel | Selamawit Teferi | Försöksheat | 14.53,43 |            |
| Mexiko | Laura Galván     | Försöksheat | 15.00,16 |            |
| Japan  | Ririka Hironaka  | Final       | 14.52,84 |            |

## Schema
Alla tider är UTC+9.
| Datum                 | Tid   | Omgång      |
| --------------------- | ----- | ----------- |
| Fredag 30 juli 2021   | 19:00 | Försöksheat |
| Måndag 2 augusti 2021 | 19:00 | Final       |

## Resultat

### Försöksheat
Kvalificeringsregler: De fem första i varje heat 0Q0 samt de fem snabbaste tiderna 0q0 gick vidare till finalen.

#### Heat 1
| Placering | Idrottare              | Nation         | Tid      | Noteringar |
| --------- | ---------------------- | -------------- | -------- | ---------- |
| 1         | Sifan Hassan           | Nederländerna  | 14.47,89 | 0Q0        |
| 2         | Agnes Jebet Tirop      | Kenya          | 14.48,01 | 0Q0, 0SB0  |
| 3         | Senbere Teferi         | Etiopien       | 14.48,31 | 0Q0        |
| 4         | Ejgayehu Taye          | Etiopien       | 14.48,52 | 0Q0        |
| 5         | Lilian Kasait Rengeruk | Kenya          | 14.50,36 | 0Q0, 0SB0  |
| 6         | Yasemin Can            | Turkiet        | 14.50,92 | 0q0        |
| 7         | Karissa Schweizer      | USA            | 14.51,34 | 0q0, 0SB0  |
| 8         | Selamawit Teferi       | Israel         | 14.53,43 | 0q0, 0NR0  |
| 9         | Ririka Hironaka        | Japan          | 14.55,87 | 0q0, 0PB0  |
| 10        | Andrea Seccafien       | Kanada         | 14.59,55 | 0q0        |
| 11        | Laura Galván           | Mexiko         | 15.00,16 | 0NR0       |
| 12        | Kaede Hagitani         | Japan          | 15.04,95 | 0PB0       |
| 13        | Jessica Judd           | Storbritannien | 15.09,47 |            |
| 14        | Camille Buscomb        | Nya Zeeland    | 15.24,39 |            |
| 15        | Prisca Chesang         | Uganda         | 15.25,72 |            |
| 16        | Lucía Rodríguez        | Spanien        | 15.26,19 | 0PB0       |
| 17        | Julie-Anne Staehli     | Kanada         | 15.33,39 |            |
| 18        | Rose Davies            | Australien     | 15.50,07 |            |
| 19        | Sarah Chelangat        | Uganda         | 15.59,40 | 0SB0       |

#### Heat 2
| Placering | Idrottare                 | Nation         | Tid      | Noteringar |
| --------- | ------------------------- | -------------- | -------- | ---------- |
| 1         | Gudaf Tsegay              | Etiopien       | 14.55,74 | 0Q0        |
| 2         | Hellen Obiri              | Kenya          | 14.55,77 | 0Q0        |
| 3         | Nadia Battocletti         | Italien        | 14.55,83 | 0Q0, 0PB0  |
| 4         | Elise Cranny              | USA            | 14.56,14 | 0Q0, 0SB0  |
| 5         | Karoline Bjerkeli Grøvdal | Norge          | 14.56,82 | 0Q0        |
| 6         | Nozomi Tanaka             | Japan          | 14.59,93 | 0PB0       |
| 7         | Rachel Schneider          | USA            | 15.00,07 |            |
| 8         | Rahel Daniel              | Eritrea        | 15.02,59 |            |
| 9         | Amy-Eloise Markovc        | Storbritannien | 15.03,22 | 0PB0       |
| 10        | Eilish McColgan           | Storbritannien | 15.09,68 |            |
| 11        | Jenny Blundell            | Australien     | 15.11,27 |            |
| 12        | Esther Chebet             | Uganda         | 15.11,47 |            |
| 13        | Dominique Scott           | Sydafrika      | 15.13,94 | 0SB0       |
| 14        | Kate van Buskirk          | Kanada         | 15.14,96 |            |
| 15        | Isobel Batt-Doyle         | Australien     | 15.21,65 |            |
| 16        | Diane van Es              | Nederländerna  | 15.47,01 |            |
| 17        | Marthe Yankurije          | Rwanda         | 15.55,94 | 0SB0       |
| –         | Francine Niyonsaba        | Burundi        | 0DSQ0    | TR 17.3.2  |
| –         | Klara Lukan               | Slovenien      | 0DNF0    |            |

### Final
| Placering | Idrottare                 | Nation        | Tid      | Noteringar |
| --------- | ------------------------- | ------------- | -------- | ---------- |
| 1         | Sifan Hassan              | Nederländerna | 14.36,79 |            |
| 2         | Hellen Obiri              | Kenya         | 14.38,36 |            |
| 3         | Gudaf Tsegay              | Etiopien      | 14.38,87 |            |
| 4         | Agnes Jebet Tirop         | Kenya         | 14.39,62 | 0SB0       |
| 5         | Ejgayehu Taye             | Etiopien      | 14.41,24 |            |
| 6         | Senbere Teferi            | Etiopien      | 14.45,11 |            |
| 7         | Nadia Battocletti         | Italien       | 14.46,29 | 0PB0       |
| 8         | Yasemin Can               | Turkiet       | 14.46,49 |            |
| 9         | Ririka Hironaka           | Japan         | 14.52,84 | 0NR0       |
| 10        | Selamawit Teferi          | Israel        | 14.54,39 |            |
| 11        | Karissa Schweizer         | USA           | 14.55,80 |            |
| 12        | Lilian Kasait Rengeruk    | Kenya         | 14.55,85 |            |
| 13        | Elise Cranny              | USA           | 14.55,98 | 0SB0       |
| 14        | Karoline Bjerkeli Grøvdal | Norge         | 15.09,37 |            |
| 15        | Andrea Seccafien          | Kanada        | 15.12,09 |            |